# François Dollier de Casson
François Dollier de Casson (Casson, 1636 – Montréal, 27 settembre 1701) è stato un missionario francese.
Figlio di un ricco borghese della Bretagna che mirava ad ottenere il titolo nobiliare, fu allevato in una scuola di preti e venne egli stesso ordinato prete il 6 dicembre 1662, entrando della congregazione dei Padri Sulpiciani. Assegnato al territorio della diocesi di Quebec, in Nuova Francia, arrivò a Québec nel settembre 1666 e ivi conobbe Alexandre Leopold de Prouville, marchese de Tracy, un giurista cappellano militare dell'Ordine Cavalleresco di Rodi, del quale de Tracy era un insigne membro e sarebbe anche diventato prefetto della sede francese dell'ordine; avendo partecipato insieme a de Tracy ad un'azione di guerra contro i Mohicani, divenne suo amico, e volendo entrare come membro non combattente dell'Ordine Cavalleresco di Rodi, fece intercedere in proprio favore presso il Gran Maestro da de Tracy e nel 1677 riuscì ad ottenere la nomina a cavaliere dell'ordine.
Dollier de Casson è però principalmente celebre, oltre che per la vastissima opera missionaria tra le tribù degli Uroni, per una sua opera saggistica, l'"Histoire de Montréal", una dettagliatissima storia della fondazione e delle esplorazioni condotte in Nuova Francia dai francesi. Dollier de Casson fu anche per lungo tempo Vicario della Diocesi di Quebec e fu in ottimi rapporti con i primi due vescovi di questa città: François-Xavier de Montmorency-Laval e Jean-Baptiste de La Croix de Chevrières de Saint-Vallier.